# Tricentrus assamensis
Tricentrus assamensis är en insektsart som beskrevs av William Lucas Distant 1908. Tricentrus assamensis ingår i släktet Tricentrus och familjen hornstritar. Inga underarter finns listade i Catalogue of Life.